# فرودگاه فارانا
فرودگاه فارانا (به انگلیسی: Faranah Airport) یک فرودگاه با کد یاتا FAA است . این فرودگاه در کشور گینه قرار دارد .